# Friedrichsthal (Murow)
Friedrichsthal, polnisch Zagwiździe ist eine Ortschaft in Oberschlesien in der Gemeinde Murow im Powiat Opolski in der Woiwodschaft Oppeln.

## Geografie

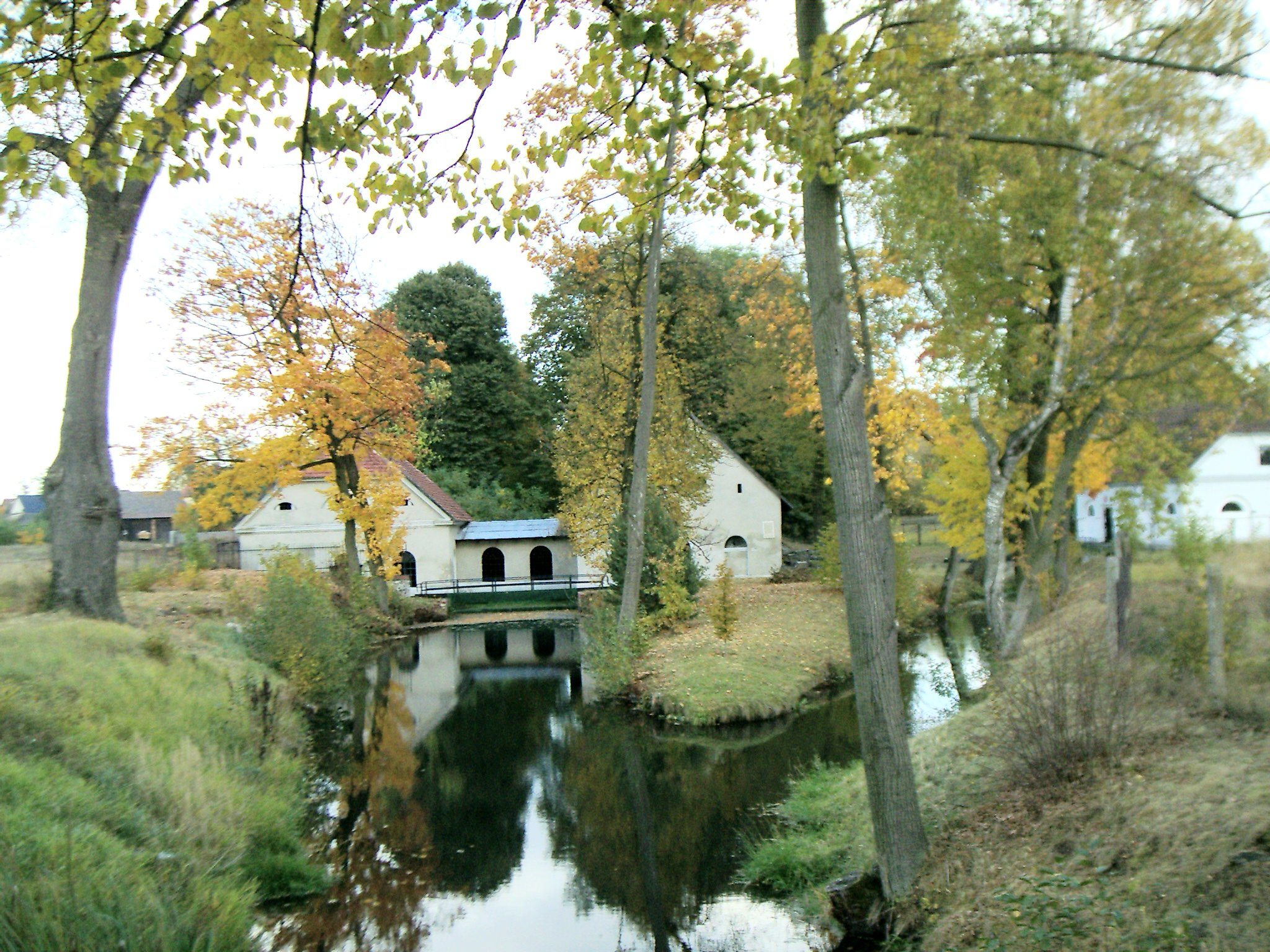
Kanal und Schmiede am Budkowitzer Bach

### Geografische Lage
Friedrichsthal liegt einen Kilometer nordöstlich vom Gemeindesitz Murow und 25 Kilometer nördlich von der Kreisstadt und Woiwodschaftshauptstadt Opole (Oppeln). Durch Friedrichsthal fließt der Budkowitzer Bach, der sich im Ort zum Hüttenteich erweitert und von dem ein Kanal abzweigt.

### Nachbarorte
Nachbarorte von Friedrichsthal sind im Norden Zedlitz (Grabice), im Osten der Weiler Morczinek (Morcinek) und Alt Budkowitz (Stare Budkowice) und im Westen Murow (Murów).

## Geschichte

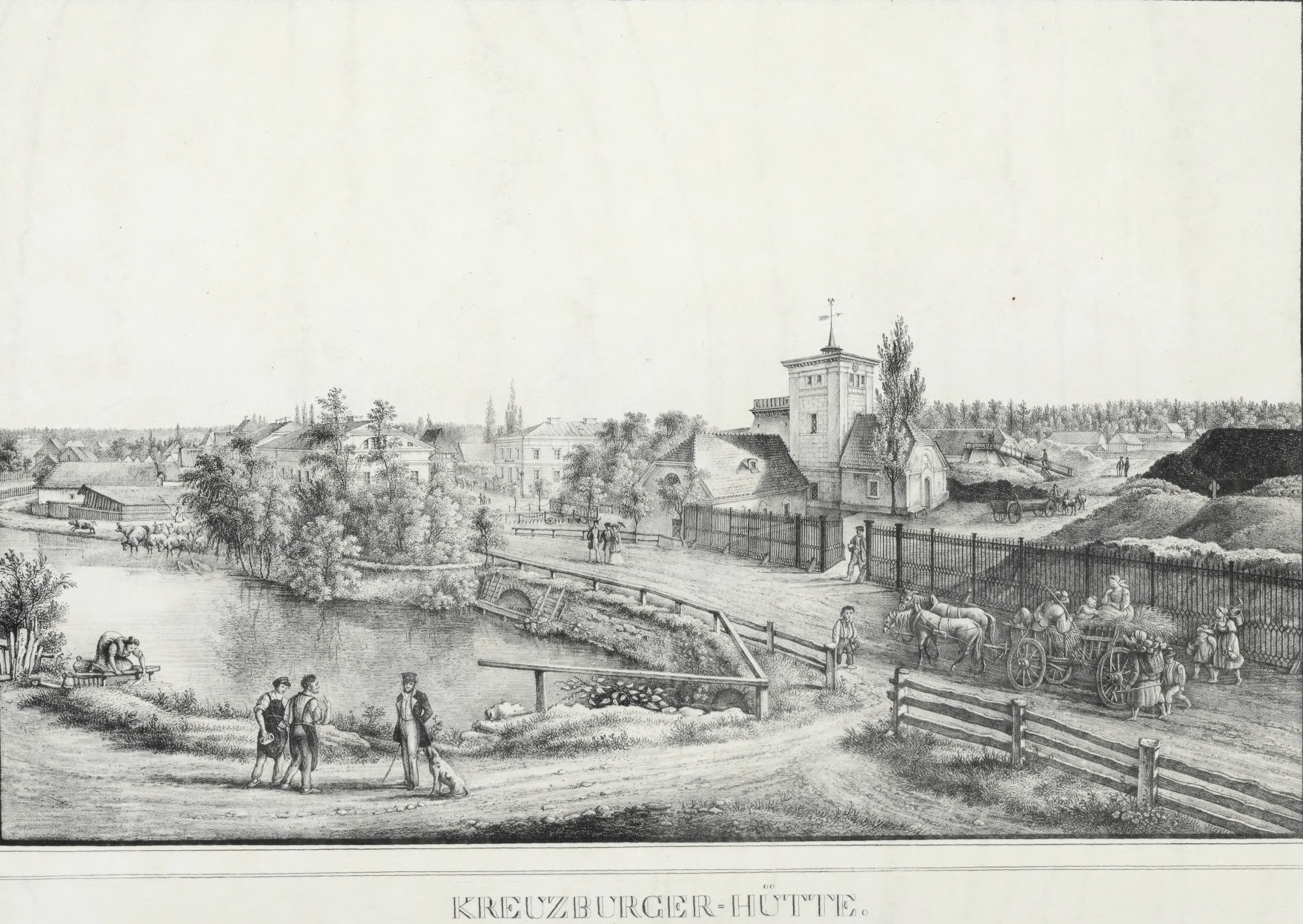
Die Kreuzburger Hütte in der Mitte des 19. Jahrhunderts

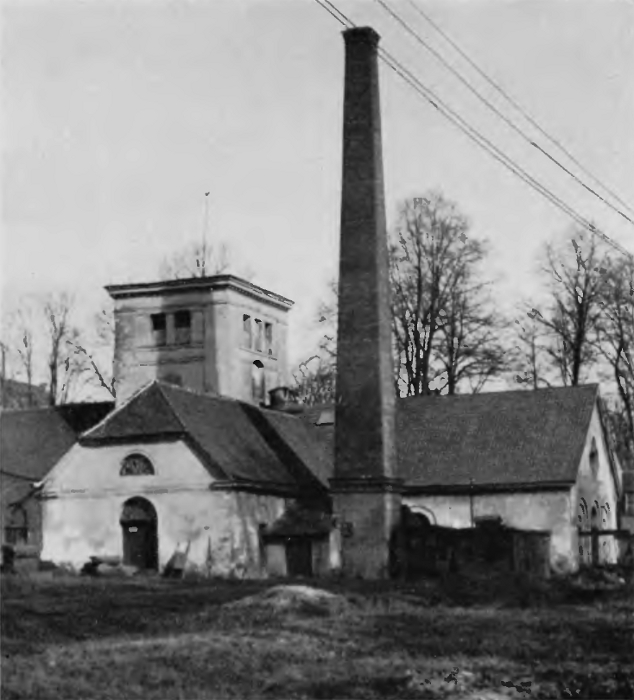
Die Kreuzburger Hütte um 1930

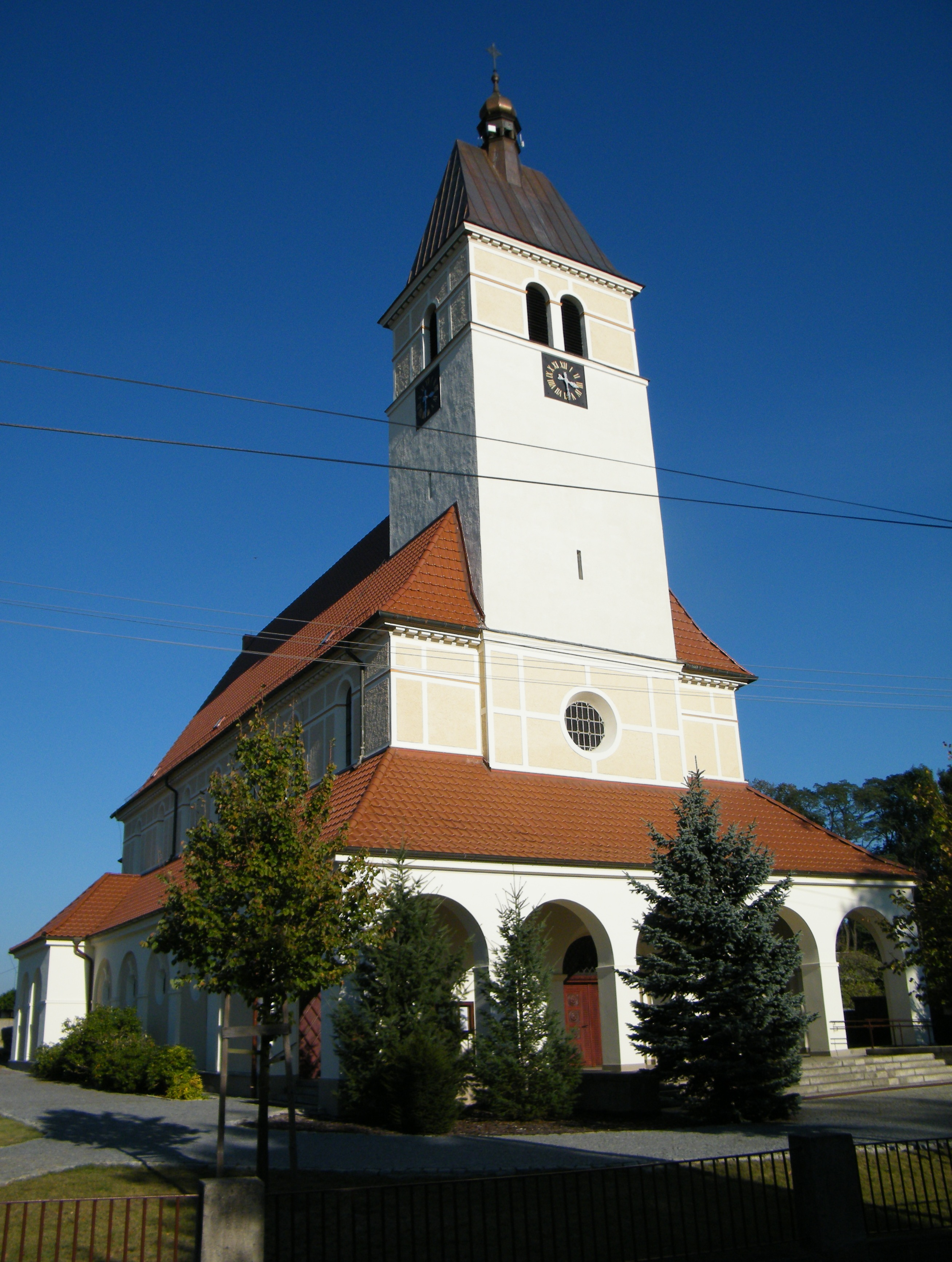
Herz-Jesu-Kirche

Die Siedlung Friedrichsthal entstand in der Mitte des 18. Jahrhunderts, als Arbeitersiedlung der Kreuzburgerhütte. 1755 lebten im Ort 24 Familien, davon stammten 17 aus der Umgebung. Zwei kamen aus Sachsen, eine aus Österreich und vier Familien waren Hussiten aus Böhmen. Ursprünglich befand sich nördlich von Friedrichsthal die Ortschaft Kreuzburgerhütte (ältere Schreibweisen: Creutzburgerhütte bzw. Creuzburgerhütte), benannt nach der Stadt Kreuzburg. Kreuzburgerhütte ist schon länger Teil des Ortes Friedrichsthal.
Die 1755 gegründete Kreuzburger Hütte war eine Keimzelle der Industrialisierung Oberschlesiens, in der anfangs Kanonenkugeln für die preußische Armee und später Roh-, Guss- und Schmiedeeisen hergestellt wurde. Grundlage war das vorhandene Eisenerz in Form von Raseneisenstein. Der für die Verhüttung erforderliche große Bedarf an Holzkohle führte ab etwa 1772 zur Gründung vieler Holzfällerdörfer in der Umgebung, wie Zedlitz oder Podewils, im Zuge der Friderizianischen Kolonisation.
1769 wurde eine Knappschaftsschule von der Creutzburger Hütte als sog. Simultanschule gegründet, d. h. evangelische und katholische Schüler wurden vom angestellten Lehrer der staatlichen Hütte gemeinsam unterrichtet. Die Schule unterstand dem evangelischen Pastor von Carlsruhe.
1784 wurde eine katholische Schule gegründet. 1865 hatte der Ort 48 Kolonie- und 72 Häuslerstellen. 1784 wird die Knappschaftsschule zur evangelischen Schule.
1819 geht die Schulaufsicht von dem Carlsruher Pastor auf den Kupper Pastor über. Die evangelische Schule zieht in ein neues, festes Haus; ab sofort dient der Schulraum auch als Kirchenraum, erhält einen Kanzelaltar und eine Orgel. 1845 erfolgte der Anbau eines Kirchengebäudes mit Turm und Geläut, das ähnlich dem Objekt in Malapane im friderizianischen Stil errichtet wurde. Es stand bis zum 21. Januar 1945.
Bei der Volksabstimmung am 20. März 1921 stimmten 926 Wahlberechtigte für einen Verbleib bei Deutschland und 211 für Polen. Friedrichsthal verblieb beim Deutschen Reich. Bis 1945 befand sich der Ort im Landkreis Oppeln.
1945 kam der bisher deutsche Ort unter polnische Verwaltung und der Woiwodschaft Schlesien angeschlossen. Zum 16. Dezember 1946 wurde der Ort in Zagwiździe umbenannt. 1950 wurde Zagwiździe Teil der Woiwodschaft Oppeln und 1999 des wiedergegründeten Powiat Opolski. Im März 2009 erhielt der Ort zusätzlich den amtlichen deutschen Ortsnamen Friedrichsthal.

## Sehenswürdigkeiten und Denkmale
- Botanischer Garten – 2006 angelegt und besitzt eine große Zahl an Rhododendren.
- Katholische Herz-Jesu-Kirche – erbaut in den Jahren 1920 bis 1921 mit Einflüssen der italienischen Renaissance. Am 8. Oktober 1932 geweiht.
- Neogotische Wegkapelle
- Moderne Wegkapelle
- Gefallenendenkmal mit einer Skulptur eines liegenden Gefallenen und einer stehenden Figur einer Trauernden
- Mehrere Industriedenkmale mit einem Museumssaal

## Vereine
- Deutscher Freundschaftskreis
- Freiwillige Feuerwehr
- Sportverein FC Zagwiździe/Friedrichsthal

## Söhne und Töchter des Ortes
- Johann Friedrich Krigar (* 21. November 1774; † 1. April 1852), deutscher Lokomotivbauer